# 原子序数衬度像技术
原子序数衬度像技术（Z-contrast），一种采用高角环形检测器收集扫描透射电子显微镜(STEM)的衍射模式下的高角度漫散射电子成像的技术。
使用原子序数衬度像(Z-contrast)技术的扫描透射电子显微镜可以达到原子级别的分辨率，是当今最新的可达到最高分辨率的电子显微镜Z-contrast STEM采用的主要技术。
扫描电子显微镜的背散射电子像也可获得原子序数衬度像。

## 首次使用
这种技术由美国橡树岭国家实验室的研究人员彭尼库克(S. J. Pennycook )在1988年首次发明采用，此后一直是扫描透射电子显微术中达到高分辨率的一种主要技术。

## 技术特点
与传统的电子显微镜成像技术相比，它有以下一些优点：
1. 很大程度的简化了原子列的位置的确定；
2. 它是一种非相干成像过程，在结构测定中避免了相差的问题,可以排除由于相差引起的像解析的复杂性；
3. 它的衬度依赖于原子序数，不随着物镜的欠焦量和样品的厚度的变化而发生衬度反转；
4. 比传统的高分辨像(HREM)更容易解释，尤其是能够实现比传统高分辨HREM更高的分辨率，所获得的图像信息也更多。

## 应用
随着这种技术的理论和实验的不断展开，原子序数衬度像技术可能在材料原子尺度的结构研究中发挥重要作用。